# KH-11

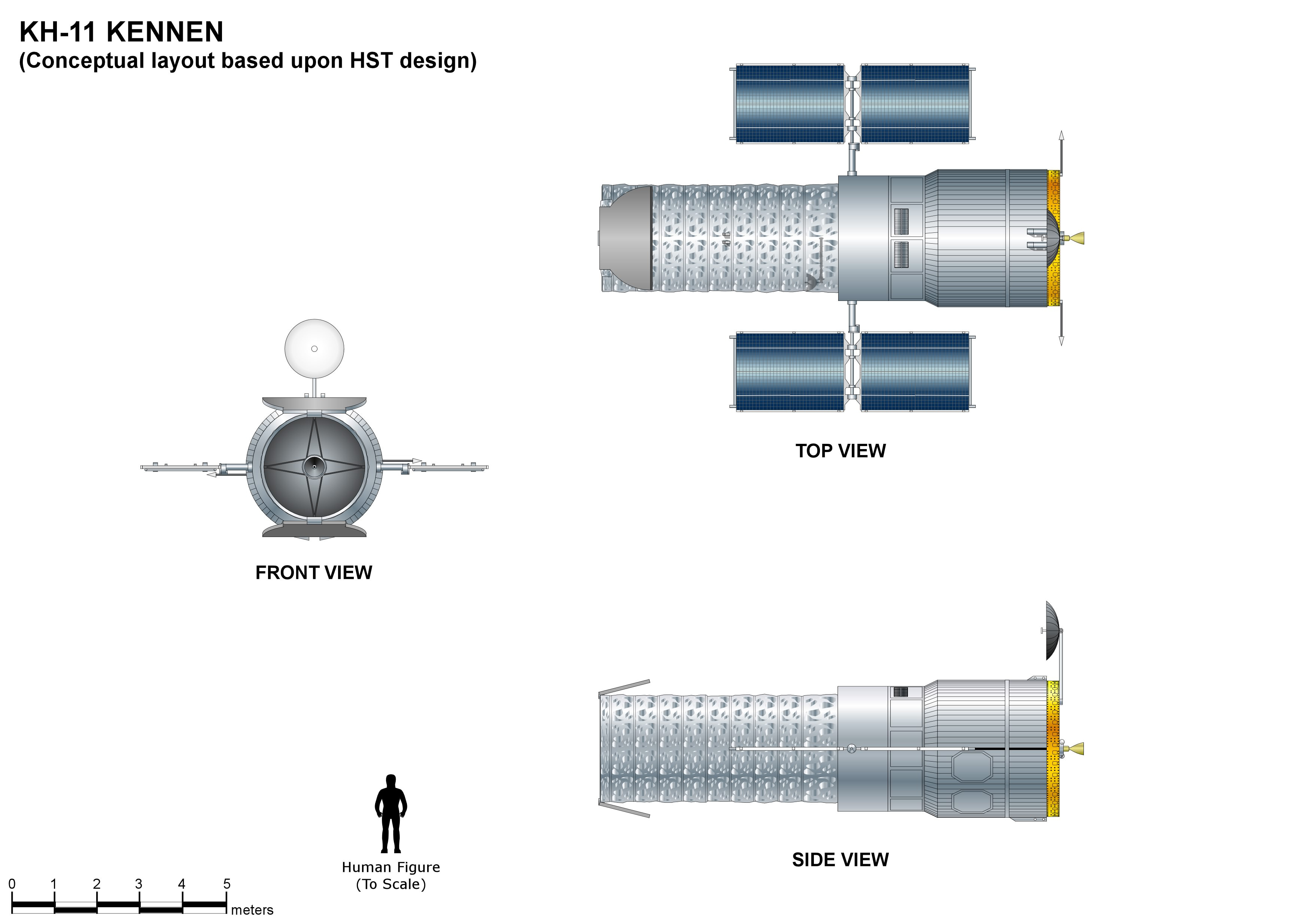
Эскизный проект спутника

KH-11 KENNAN, также известный под кодовыми названиями 1010 и Crystal (Кристалл) и обычно называемый «Key Hole» («Замочная Скважина») — тип разведывательных спутников, которые запускались Национальным управлением военно-космической разведки США с 1976 года. Изготовленный Lockheed Corporation в Саннивейл (Калифорния), KH-11 стал первым американским спутником-шпионом, который использовал оптико-электронную цифровую фотокамеру и передавал полученные изображения практически сразу после фотографирования.

## История запусков

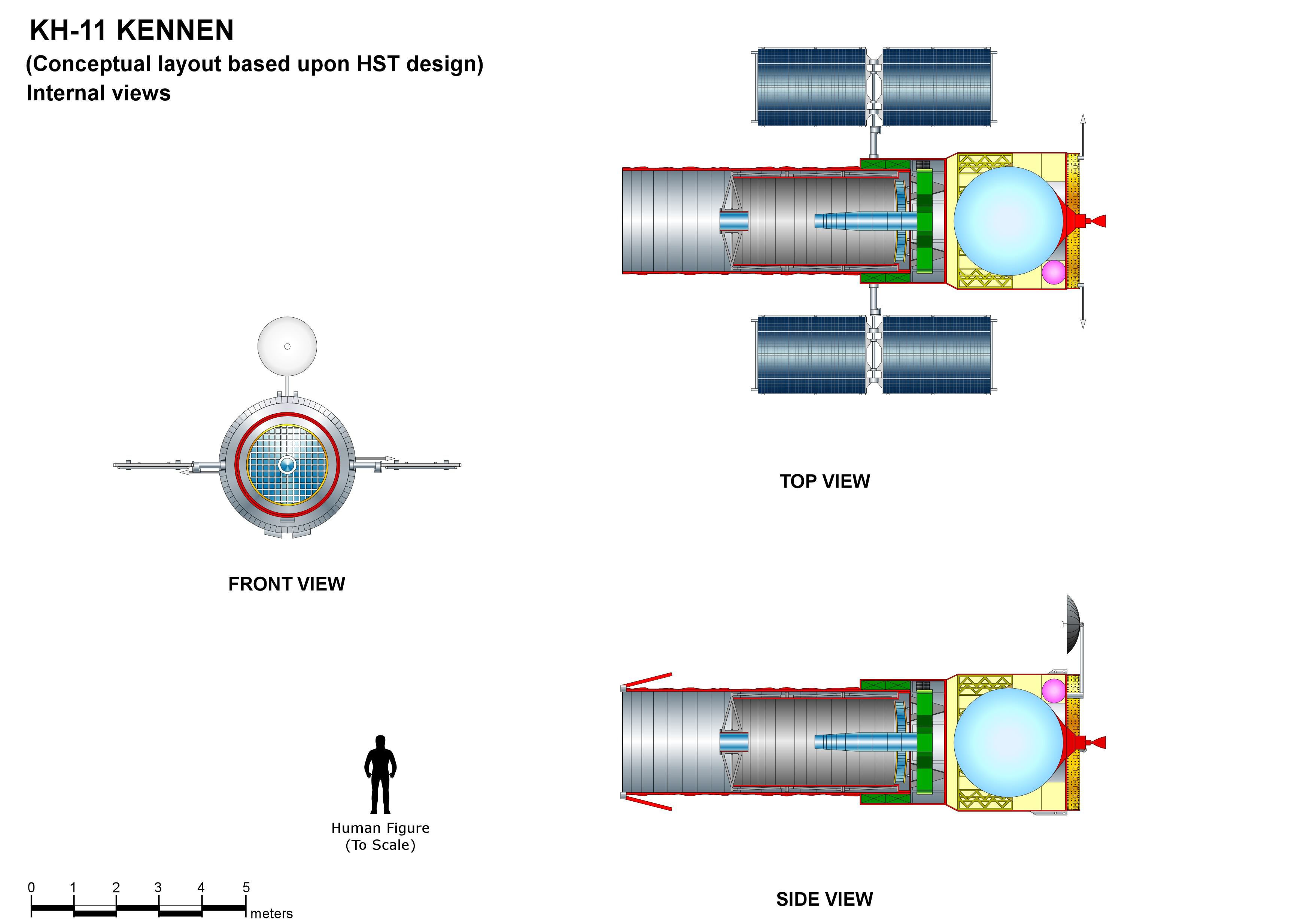
Эскизный проект спутника

19 спутников KH-11 были запущены между 1976 и 2022 годами на борту ракет-носителей Titan IIID и Titan 34D, с одним аварийным пуском. Аппарат KH-11 заменил фотографические спутники KH-9 Hexagon, последний из которых был потерян при взрыве ракеты-носителя в 1986 году. Предполагается, что KH-11 напоминают по размерам и форме космический телескоп «Хаббл», так как их отправляли в космос в одинаковых контейнерах. Кроме того, НАСА, описывая историю телескопа «Хаббл», в описании причин перехода от 3-метрового главного зеркала к 2,4-метровому, утверждает: «Кроме того, переход к 2,4-метровому зеркалу позволял снизить затраты на изготовление, используя производственные технологии, разработанные для военных спутников-шпионов».
При условии, что на KH-11 размещено 2,4-метровое зеркало, его теоретическая разрешающая способность при отсутствии атмосферных искажений и 50 % частотно-контрастной характеристике будет приблизительно 15 см. Рабочее разрешение будет хуже из-за влияния атмосферы. Версии KH-11 различаются массой от 13000 до 13500 кг. Предполагаемая длина спутников — 19,5 метров, диаметр — 3 метра или меньше. Данные передавались через спутниковую систему передачи данных (en:Satellite Data System), принадлежащую вооружённым силам США.

## Утечка данных

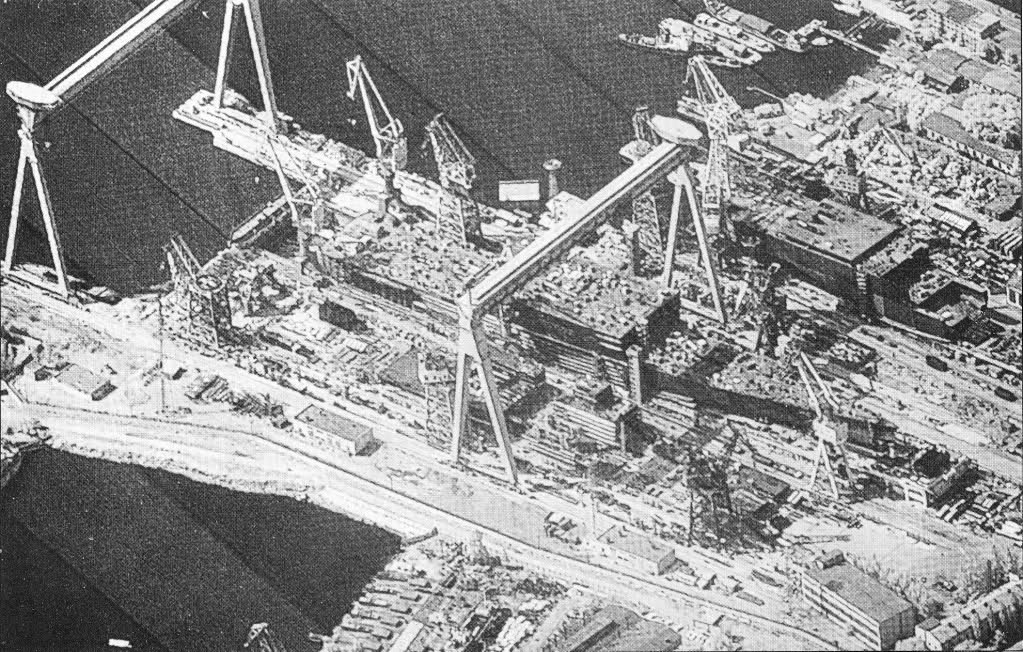
Фотография строившегося советского авианосца проекта 1143, попавшая в распоряжение Jane's Fighting Ships

В 1978 году молодой сотрудник ЦРУ Уильям Кампайлс продал СССР за 3000 USD техническое руководство, описывающее конструкцию и принцип действия KH-11. Кампайлс был осуждён за шпионаж на 40 лет тюрьмы (был выпущен после 18 лет заключения).

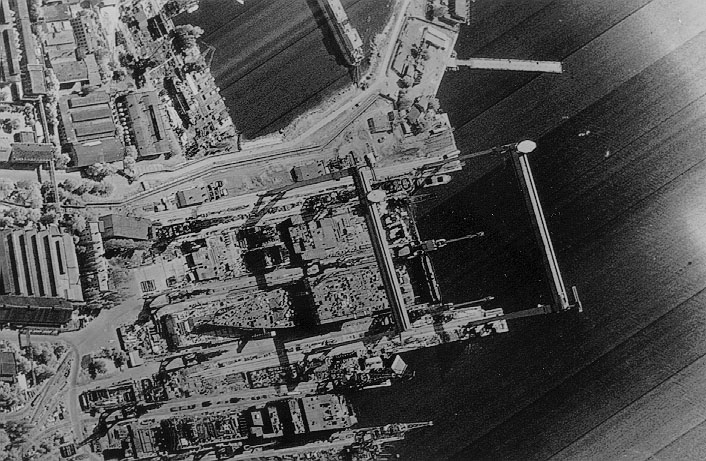
«Адмирал Кузнецов», на стапелях в 1984 году

В 1984 году аналитик Центра морской разведки Сэмуэль Лоринг Морисон продал три секретных изображения со спутника KH-11 издательству Jane's Fighting Ships. В 1985 году он был признан виновным Федеральным судом в двух случаях шпионажа и хищения государственной собственности и осуждён на два года тюрьмы.

## Подробности запусков
- Типичная орбита: эллиптическая, от 298 км до 443 км[1]

| Название | Дата запуска     | Ракета-носитель | NSSDC ID  | Другое название   | Дата схода с орбиты |
| -------- | ---------------- | --------------- | --------- | ----------------- | ------------------- |
| KH 11-1  | 19 декабря 1976  | Titan 3D        | 1976-125A | OPS-5705          | 28 января 1979      |
| KH 11-2  | 14 июня 1978     | Titan 3D        | 1978-060A | OPS-4515          | 23 августа 1981     |
| KH 11-3  | 7 февраля 1980   | Titan 3D        | 1980-010A | OPS-2581          | 30 октября 1982     |
| KH 11-4  | 3 сентября 1981  | Titan 3D        | 1981-085A | OPS-3984          | 23 ноября 1984      |
| KH 11-5  | 17 ноября 1982   | Titan 3D        | 1982-111A | OPS-9627          | 13 августа 1985     |
| KH 11-6  | 4 декабря 1984   | Titan 34D       | 1984-122A | USA-6             | 10 ноября 1994      |
| KH 11-7  | 28 августа 1985  | Titan 34D       | -         | -                 | не вышел на орбиту  |
| KH 11-8  | 26 октября 1987  | Titan 34D       | 1987-090A | USA-27            | 11 июня 1992        |
| KH 11-9  | 6 ноября 1988    | Titan 34D       | 1988-099A | USA-33            | 12 мая 1996         |
| KH 11-10 | 28 ноября 1992   | Titan 4A        | 1992-083A | USA-86            | 5 июня 2000         |
| KH 11-11 | 5 декабря 1995   | Titan 4A        | 1995-066A | USA-116           | 19 ноября 2008      |
| KH 11-12 | 20 декабря 1996  | Titan 4A        | 1996-072A | USA-129 / NROL-2  | 24 апреля 2014      |
| KH 11-13 | 5 октября 2001   | Titan 4B        | 2001-044A | USA-161 / NROL-14 | конец 2014          |
| KH 11-14 | 19 октября 2005  | Titan 4B        | 2005-042A | USA-186 / NROL-20 |                     |
| KH 11-15 | 20 января 2011   | Delta 4H        | 2011-002A | USA-224 / NROL-49 |                     |
| KH 11-16 | 28 августа 2013  | Delta 4H        | 2013-043A | USA-245 / NROL-65 |                     |
| KH 11-17 | 19 января 2019   | Delta 4H        | 2019-004A | USA-290 / NROL-71 |                     |
| KH 11-18 | 26 апреля 2021   | Delta 4H        | 2021-032A | USA-314 / NROL-82 |                     |
| KH 11-19 | 24 сентября 2022 | Delta 4H        | 2022-117A | USA-338 / NROL-91 |                     |